# Adult Video News
Adult Video News (auch unter dem Namen AVN Media Network oder den Abkürzungen AVN und AVN Magazine bekannt) ist ein US-amerikanisches Branchenmagazin, das sich auf den Pornomarkt bezieht. Die New York Times vergleicht die Bedeutung des Magazins für den Pornomarkt mit der von Billboard für den Plattenmarkt. AVN ist Ausrichter der AVN Adult Entertainment Expo, einer Erotikmesse in Las Vegas, Nevada, bei der auch die AVN Awards in einer an die Oscar-Verleihung angelehnten Zeremonie vergeben werden. Ein weiterer Award ist der GayVN Award, ein Preis der an die schwule Pornoindustrie vergeben wird.
Die Adult Video News bewerten Pornofilme und berichten über neue Entwicklungen in der Industrie. In einer einzelnen Ausgabe der AVN kann es Reviews von bis zu 500 Titeln geben. Das Magazin besteht zu 80 % aus Werbung und zielt vor allem auf den Einzelhandel. Die Qualität der Zeitschrift wird oft als nicht besonders gut bewertet. So bemerkte David Foster Wallace von der New York Times, dass die Berichte eher an Werbeanzeigen erinnern würden.

## Geschichte
Paul Fishbein, Irv Slifkin und Barry Rosenblatt gründeten AVN 1983 in Philadelphia, Pennsylvania. Slifkin verließ das Blatt 1984, nachdem er das Interesse am Pornomarkt aufgrund dessen Entwicklung von pornografischen Spielfilmen hin zu Videoszenen verloren hatte. Rosenblatt und Fishbein folgten ihm 1987. Vorher zog das Magazin aber nach San Fernando Valley um, wo es noch heute seinen Verlagssitz hat. 2010 verkaufte Fishbein das Unternehmen.
Die AVN werden häufig für Entwicklungen im Pornofilmbereich zitiert, obwohl nicht alle Informationen glaubwürdig zu sein scheinen. So behauptete das Magazin beispielsweise, dass Verkauf und Verleih von Pornofilmen 2000 und 2004 vier Milliarden Dollar übertroffen hätte. Das Forbes Magazine dagegen nannte diese Zahlen übertrieben und ohne Substanz. Adams Media Research gab zu bedenken, das selbst großzügige Schätzungen gerade mal auf 1,8 Milliarden US-Dollar kommen würden. AVNs Zahlen für 2005 waren noch höher angesetzt und sprachen von Einnahmen in Höhe von 12,5 Milliarden Dollar, wobei 2,5 Milliarden aus dem Internet kommen würden. ABC News meinte dazu, dass die Zahlen nicht von unabhängigen Quellen verifiziert werden konnten.

## AVN Europe
Ab Oktober 2007 erschien eine europäische Ausgabe des Magazins. Der Redaktionssitz war in Budapest, Ungarn. Die Zeitschrift erschien für zwei Jahre. Die Inhalte wurden hauptsächlich durch die Redakteurin Lydia Gall erstellt und waren mit der US-amerikanischen Ausgabe vergleichbar. Die letzte Nummer erschien im Juni 2009.

## Adult Entertainment Expo
AVN veranstaltet die AVN Adult Entertainment Expo (AEE), die jeden Januar in Las Vegas stattfindet. Es handelt sich dabei um die größte Pornomesse der Vereinigten Staaten.

## AVN Online
AVN produziert außerdem mit AVN Online eine weitere Zeitschrift, die sich stärker am Onlinemarkt orientiert. Das Magazin erscheint sowohl als Print- als auch als Onlineausgabe.